# S12 (Polen)
De S12 is een snelweg in Polen. De S12 moet op termijn de A1 bij Piotrków Trybunalski verbinden met de grens met Oekraïne in Dorohusk, via Radom, Lublin en Chełm. Zowat 86 kilometer werden al aangelegd, de totale geplande lengte is 328 km.
A1 · A2 · A4 · A6 · A8 · A18 · A50
S1 · S2 · S3 · S5 · S6 · S7 · S8 · S10 · S11 · S12 · S14 · S16 · S17 · S19 · S22 · S50 · S51 · S52 · S61 · S74 · S79 · S86